# 비밀 정보 88번지
"비밀 정보 88번지"(비밀정보 팔십팔번지)는 한국에서 제작된 전홍직 감독의 1966년 영화이다. 박노식 등이 주연으로 출연하였고 홍의선 등이 제작에 참여하였다.

## 출연

### 주연
- 박노식
- 강신성일
- 구봉서

## 기타
- 조명: 이현우
- 미술: 이명수